# Czeladź Wielka
Czeladź Wielka est une localité polonaise de la gmina de Wąsosz, située dans le powiat de Góra en voïvodie de Basse-Silésie.

## Histoire
De 1742 à 1945, Tschilesen fait partie de l'arrondissement de Wohlau (de) puis à partir de 1932, de l'arrondissement de Guhrau dans le district de Breslau dans la province de Silésie.